# لوسيان فافر
لوسيان فافر (4 يناير 1894 - 21 مارس 1958) كانت كاتبة مسرحية فرنسية في القرن العشرين. كانت تدعم القومية الجزائرية. كانت من أوائل الذين شككوا في صحة الشخصية المسلمة للكاتبة اليهودية الجزائرية إليسا رايس.